# Конфуций

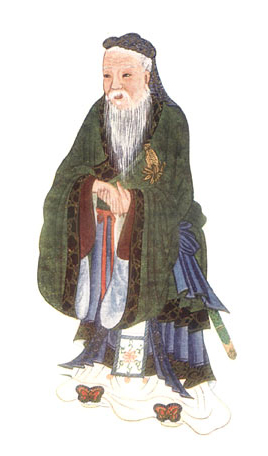
Конфуций (рисунок из книги «Мифы и легенды Китая» — E.T.C. Werner, 1922)

Конфу́ций (кит. 孔子, пиньинь Kǒngzǐ, палл. Кун-цзы, Чжэнчжан: [*kʰloːŋʔ ʔslɯʔ]; реже — кит. 孔夫子, пиньинь Kǒngfūzǐ, палл. Кун Фу-цзы, Чжэнчжан: [*kʰloːŋʔ pa ʔslɯʔ]; латинизировано как Confucius; собственные имена 孔丘 Кун Цю и 孔仲尼 Кун Чжунни , ок. 551 до н. э., близ Цюйфу — 479 до н. э., Цюйфу) — древний мыслитель и философ Китая. Его учение оказало глубокое влияние на жизнь Китая и Восточной Азии, став основой философской системы, известной как конфуцианство.
Конфуций основал первый университет и систематизировал летописи, составленные в разных княжествах. Учение Конфуция о правилах поведения князей, чиновников, воинов и крестьян распространялось в Китае так же широко, как учение Будды в Индии. Настоящее имя — Кун Цю (кит. 孔丘, пиньинь Kǒng Qiū, палл. Кун-цю), но в литературе часто именуется Кун-цзы, Кун Фу-Цзы («учитель Кун») или просто Цзы — «Учитель». Уже в возрасте немногим более 20 лет он прославился как первый профессиональный педагог Поднебесной.
До победы легизма школа Конфуция была только одним из многих направлений в интеллектуальной жизни Воюющих царств, в период, известный под названием Сто школ. И только после падения Цинь возрождённое конфуцианство достигло статуса государственной идеологии, который сохранился до начала XX века, лишь временно уступая место буддизму и даосизму. Это привело к возвеличиванию фигуры Конфуция и включению его в религиозный пантеон.

## Биография
Конфуций был потомком знатного рода Кун. Его родословная, очень хорошо изученная китайскими средневековыми авторами, восходит к верному последователю императора династии Чжоу Чэнь-вана, по имени Вэй-цзы, пожалованному за верность и доблесть уделом (царством) Сун и полагающимся в таком случае титулом чжу хоу. Однако на протяжении поколений род Конфуция утратил былое влияние и обеднел; одному из его предков по имени Му Цзинфу пришлось бежать из родного княжества и обосноваться на чужбине, в царстве Лу.
Конфуций был сыном 63-летнего военного Шулян Хэ (кит. трад. 叔梁紇, упр. 叔梁纥, пиньинь Shūliáng Hé, палл. Шулян Хэ) и семнадцатилетней наложницы по имени Янь Чжэнцзай (кит. трад. 顏徵在, упр. 颜征在, пиньинь Yán Zhēngzài, палл. Янь Чжэнцзай). Отец будущего философа скончался, когда его сыну исполнилось всего полтора года. Отношения между матерью Конфуция Янь Чжэнцзай и двумя старшими женами были напряжёнными, причиной чего был гнев старшей жены, которая так и не смогла родить сына, что очень важно для китайцев того периода. Вторая жена, родившая Шулян Хэ слабого, болезненного мальчика (которого назвали Бо Ни), тоже недолюбливала молодую наложницу. Поэтому мать Конфуция вместе с сыном покинула дом, в котором он родился, и возвратилась на родину, в Цюйфу, но к родителям не вернулась и стала жить самостоятельно.
С раннего детства Конфуций много работал, поскольку маленькая семья жила в бедности. Однако его мать, Янь Чжэнцзай, вознося молитвы предкам (это было необходимой частью культа предков, повсеместного в Китае), рассказывала сыну о великих деяниях его отца и его предков. Так у Конфуция крепло осознание того, что ему необходимо занять достойное его рода место, поэтому он начал заниматься самообразованием, в первую очередь — изучать необходимые каждому аристократу Китая того времени искусства. Усердное обучение принесло свои плоды, и Конфуция назначили сначала распорядителем амбаров (чиновником, ответственным за приём и выдачу зерна) в клане Цзи царства Лу (Восточный Китай, современная провинция Шаньдун), а потом чиновником, отвечающим за скот. Будущему философу тогда исполнилось — по оценкам разных исследователей — от 20 до 25 лет, он уже был женат (с 19 лет) и имел сына (по имени Ли, известного также под прозвищем Бо Юй).
Это было время заката империи Чжоу, когда власть императора стала номинальной, разрушалось патриархальное общество, и на место родовой знати пришли правители отдельных царств, окружённые незнатными чиновниками. Крушение древних устоев семейно-кланового быта, междоусобные распри, продажность и алчность чиновников, бедствия и страдания простого народа — всё это вызывало резкую критику ревнителей старины.
Осознав невозможность повлиять на политику государства, Конфуций подал в отставку и отправился в сопровождении учеников в путешествие по Китаю, во время которого он пытался донести свои идеи правителям различных областей. В возрасте около 60 лет Конфуций вернулся домой и провёл последние годы жизни, обучая новых учеников, а также систематизируя литературное наследие прошлого Ши-цзин (Книга Песен), И цзин (Книга Перемен) и др.
Ученики Конфуция по материалам высказываний и бесед учителя составили книгу «Лунь Юй» («Беседы и суждения»), которая стала особо почитаемой книгой конфуцианства (среди многих подробных разговоров из жизни Конфуция там вспоминается Бо Юй 伯魚, его сын — также называемый Ли 鯉; остальные детали биографии сосредоточены большей частью в «Исторических записках» Сыма Цяня).
Из классических книг произведением Конфуция несомненно можно считать только Чуньцю («Весна и Осень», летопись удела Лу с 722 по 481 г. до н. э.); затем весьма вероятно, что он редактировал Ши-цзин («Книга стихотворений»). Хотя число учеников Конфуция определяется китайскими учёными до 3000, и в том числе около 70 ближайших, но в действительности мы можем насчитать известных по именам всего только 26 несомненных его учеников; любимейшим из них был Янь Хуэй. Другими близкими его учениками были Цзэн-цзы и Ю Жо.

## Наследие Конфуция: учение и его развитие
Хотя конфуцианство часто называют религией, в нём нет института церкви, и для него не важны вопросы теологии. Конфуцианская этика не религиозна. Идеалом конфуцианства является создание гармоничного общества по древнему образцу, в котором всякая личность имеет свою функцию. Гармоническое общество построено на идее преданности (чжун, 忠) — лояльности в отношении между начальником и подчинённым, направленной на сохранение гармонии и самого этого общества. Конфуций сформулировал золотое правило этики: «Не делай человеку того, чего не желаешь себе».

### Пять постоянств праведного человека

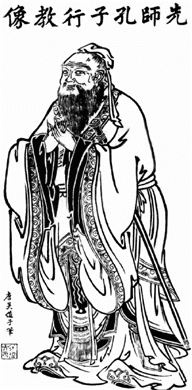
Конфуций

- Жэнь （仁） — «человеческое начало», «любовь к людям», «человеколюбие», «милосердие», «гуманность». Это — человеческое начало в человеке, которое является одновременно его долгом. Нельзя сказать, что представляет собой человек, не ответив одновременно на вопрос о том, в чём заключается его нравственное призвание. Говоря по-другому, человек есть то, что он сам из себя делает. Как Ли следует из И, так И следует из Жэнь. Следовать Жэнь значит руководствоваться сочувствием и любовью к людям. Это то, что отличает человека от животного, то есть то, что противостоит звериным качествам дикости, подлости и жестокости. Позже символом постоянства Жэнь стало Дерево. Дома потомков Конфуция в его родном городе Цюйфу.

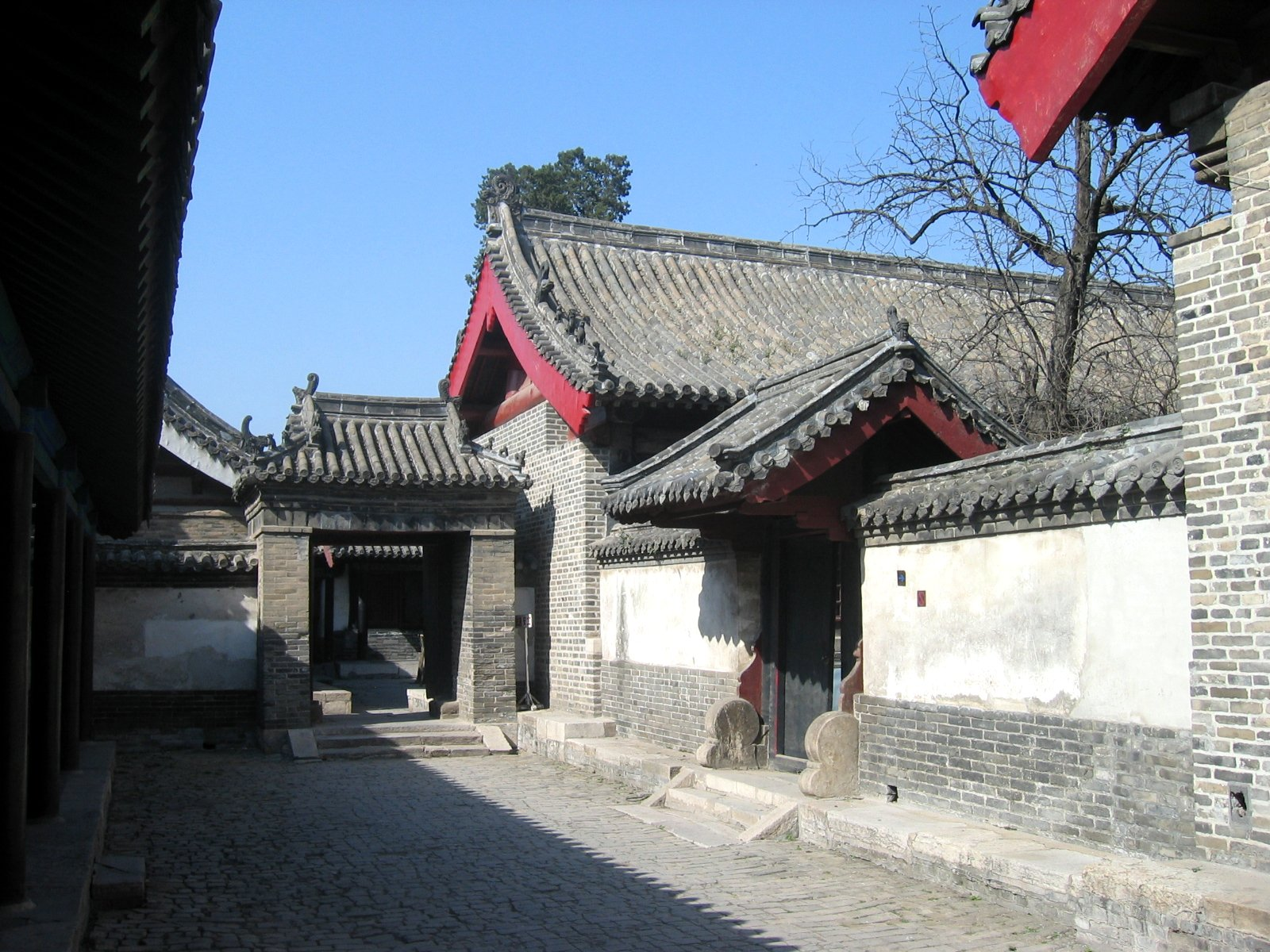
Дома потомков Конфуция в его родном городе Цюйфу.

- И (义 [義]) — «правда», «справедливость». Хотя следование И из собственных интересов не является грехом, справедливый человек следует И так как это правильно. И основано на взаимности: так, справедливо почитать родителей в благодарность за то, что они тебя вырастили. Уравновешивает качество Жэнь и сообщает благородному человеку необходимую твёрдость и строгость. И противостоит эгоизму. «Благородный человек ищет И, а низкий — выгоды». Добродетель И впоследствии была увязана с Металлом.
- Ли (礼 [禮]) — буквально «обычай», «обряд», «ритуал». Верность обычаям, соблюдение обрядов, например почтение к родителям. В более общем смысле Ли — любая деятельность, направленная на сохранение устоев общества. Символ — Огонь. Слово «ритуал» — не единственный русский эквивалент соответствующего китайского термина «ли», который может быть переведён также как «правила», «церемонии», «этикет», «обряд» или, точнее, «обычай». В самом общем виде под ритуалом понимаются конкретные нормы и образцы общественно достойного поведения. Его можно истолковать как своего рода смазку социального механизма.
- Чжи (智) — здравый смысл, благоразумие, «мудрость», рассудительность — умение просчитать следствия своих действий, посмотреть на них со стороны, в перспективе. Уравновешивает качество И, предупреждая упрямство. Чжи противостоит глупости. Чжи в конфуцианстве ассоциировалась с элементом Воды.
- Синь (信) — искренность, «доброе намерение», непринуждённость и добросовестность. Синь уравновешивает Ли, предупреждая лицемерие. Синь соответствует элемент Земли.

Нравственные обязанности, поскольку они материализуются в ритуале, становятся делом воспитания, образования, культуры. Эти понятия у Конфуция не были разведены. Все они входят в содержание категории «вэнь» (первоначально это слово означало человека с разрисованным туловищем, татуировкой). «Вэнь» можно истолковать как культурный смысл человеческого бытия, как воспитанность. Это не вторичное искусственное образование в человеке и не его первичный естественный слой, не книжность и не природность, а их органический сплав.

### Распространение конфуцианства в Западной Европе

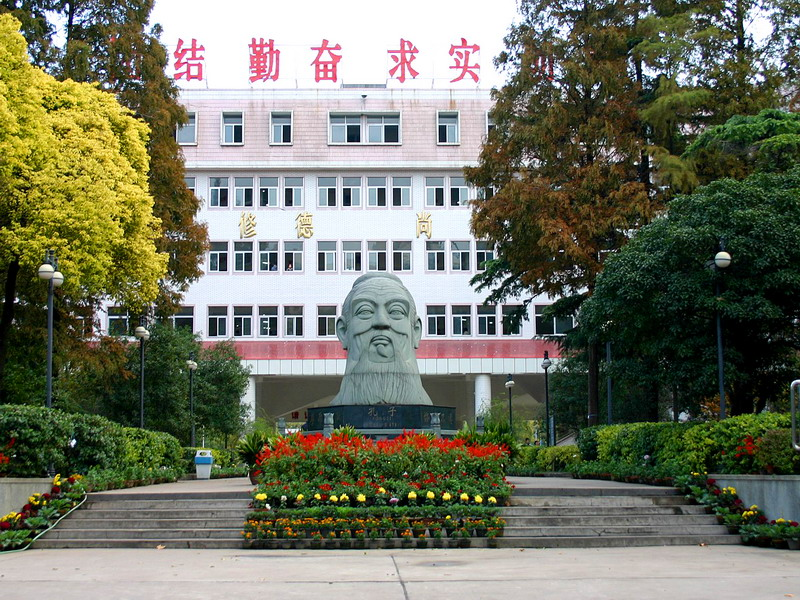
Статуя Конфуция у средней школы № 6 в Ухане

В середине XVII века в Западной Европе возникла мода на все китайское, и вообще на восточную экзотику. Эта мода сопровождалась и попытками освоить китайскую философию, о которой часто стали говорить иногда в возвышенных и восхищенных тонах. Так, например, англичанин Роберт Бойль сравнивал китайцев и индусов с греками и римлянами.
В 1687 году выходит в свет латинский перевод «Лунь юя» Конфуция. Перевод подготовила группа синологов-иезуитов. В это время иезуитский орден имел многочисленные миссии в Китае. Один из публикаторов, Филипп Купле, возвратился в Европу в сопровождении молодого китайца, крещёного под именем Мишель. Визит этого гостя из Китая в Версаль в 1684 году дополнительно придал интерес к китайской культуре в Европе.
Французский философ Николя Мальбранш в своей книге «Беседа христианского мыслителя с китайским», вышедшей в 1706 году, вёл полемику с конфуцианством. Мальбранш утверждает в своей книге, что ценность христианской философии состоит в том, что она опирается одновременно и на интеллектуальную культуру, и на ценности религии. Китайский мандарин, напротив, являет в книге пример голого интеллектуализма, в котором Мальбранш усматривает пример глубокой, но частичной мудрости, достижимой с помощью одних только знаний. Таким образом, в интерпретации Мальбранша, Конфуций — не основатель религии, а представитель чистого рационализма.
Готфрид Вильгельм Лейбниц также уделил учению Конфуция немало времени. В частности, он сравнивает философские позиции Конфуция, Платона и христианской философии, приходя к выводу, что первый принцип конфуцианства, «Ли» — это Разум как основание Природы. Лейбниц проводит параллель между принципом разумности сотворённого мира, принятого в христианском мировоззрении, новоевропейским понятием субстанции как познаваемой, сверхчувственной основы природы, и платоновским понятием «высшего блага», под которым тот понимает вечную, несотворённую основу мира. Следовательно, конфуцианский принцип «Ли» подобен платоновскому «высшему благу» или христианскому Богу.
Последователь и популяризатор метафизики Лейбница, один из самых влиятельных философов Просвещения, Христиан фон Вольф унаследовал от учителя уважительное отношение к китайской культуре и, в частности, к конфуцианству. В своём сочинении «Речь о нравственном учении китайцев», а также в иных трудах, он неоднократно подчёркивал общечеловеческое значение учения Конфуция и необходимость его внимательного изучения в Западной Европе.
Известный немецкий историк Иоганн Готфрид Гердер, критически оценивающий китайскую культуру, как оторванную от иных народов, косную и неразвитую, также немало нелестного сказал и о Конфуции. По его мнению, этика Конфуция способна породить только рабов, закрывшихся от всего мира и от нравственного и культурного прогресса.
В своих лекциях по истории философии Гегель скептически оценивает тот интерес к конфуцианству, который имел место в Западной Европе в XVII—XVIII вв. По его мнению, в «Лунь юе» нет ничего замечательного, а есть лишь совокупность банальностей «ходячей морали». По мнению Гегеля, Конфуций являет собой образец чисто практической мудрости, лишённой достоинств западноевропейской метафизики, оцениваемой Гегелем очень высоко. Как замечает Гегель, «для славы Конфуция было бы лучше, если бы его произведения не были бы переведены».
Вебер в своём труде «Религия Китая: конфуцианство и даосизм» отмечал, что конфуцианство представляет собой лишь громадный кодекс политических максим и правил общественного приличия для образованных светских мужей. Исследуя китайские религии, Вебер пытался объяснить, почему капитализм не был рождён китайской культурой без внешнего влияния.

### Письменные памятники
Конфуцию приписывается редактура множества классических произведений, однако в настоящее время большинство учёных согласны с тем, что единственный текст, действительно представляющий его идеи, — это «Лунь юй» («Беседы и суждения»), составленный из школьных записей Конфуция его учениками уже после смерти мыслителя.
Многие высказывания Конфуция содержатся в других ранних текстах, напр. «Кун-цзы цзя юй» (кит. трад. 孔子家語, упр. 孔子家语, пиньинь Kǒngzǐ jiā yǔ, палл. Кун-цзы Цзяюй). Анекдоты с его участием, иногда пародийного свойства, фигурируют в даосской литературе.

### Почитание

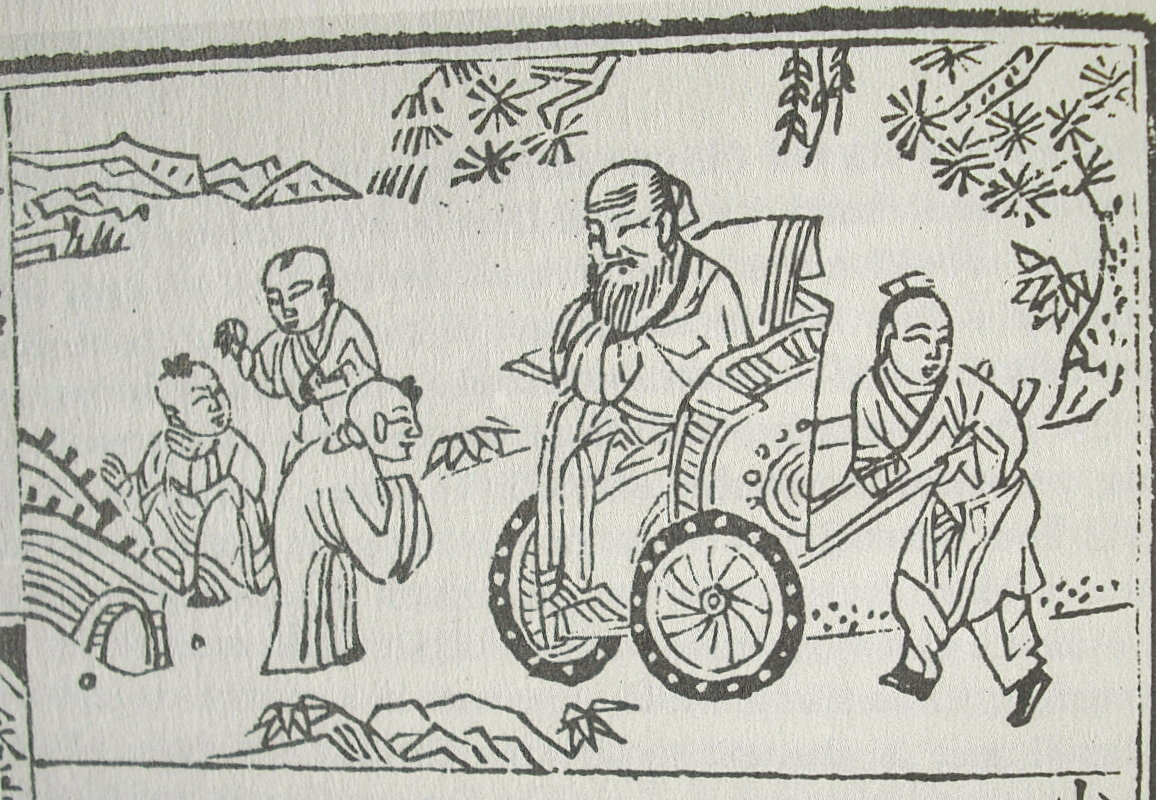
«Конфуций и дети» — иллюстрация из книги для детского чтения (1680 г)

Выделение особы Конфуция в титульную фигуру классического китайского образования происходило постепенно. Первоначально его имя могло упоминаться в сочетании с Мо-цзы (кит. 墨子, пиньинь Mòzǐ, палл. Мо-цзы; настоящее имя Мо-ди (кит. 墨翟, пиньинь Mò dí, палл. Мо-ди)) — Кун-мо (кит. 孔墨, пиньинь Kǒng mò, палл. Кун-мо) или в списке других интеллектуалов доимперского периода. Иногда оно соотносилось с термином жу 儒 — однако до конца не ясно, подразумевал ли он другие интеллектуальные традиции помимо конфуцианской (о дальнейшем уравнивании этого понятия с конфуцианством, см.).
Популярность Конфуция утверждается в династии Хань: в литературе этой эпохи он выступает уже не только учителем и политиком, но и законодателем, пророком и полубогом. Интерпретаторы комментариев к «Чуньцю» приходят к выводу, что Конфуций удостоился получить «небесный мандат», и поэтому называют его «некоронованным ваном». В 1 г. н. э. он становится объектом государственного почитания (титул кит. 褒成宣尼公, пиньинь Bāo chéng xuān ní gōng, палл. Бао чэн сюань нигун); с 59 г. н. э. за ним утверждаются регулярные приношения на местном уровне; в 241 (Троецарствие) происходит закрепление в аристократическом пантеоне, а в 739 году при правлении династии Тан закрепляется и титул вана. В 1530 году при империи Мин Конфуций получает прозвание «верховный мудрец [среди] учителей прошлого» (кит. трад. 至聖先師, упр. 至圣先师, пиньинь Zhì shèng xiān shī, палл. Чжи Шэн Сянь Ши).
Эту растущую популярность следует сопоставлять с историческими процессами, протекавшими вокруг текстов, из которых подчёркиваются сведения о Конфуции и отношении к нему. Так, «некоронованный царь» мог служить для легитимации восстановленной династии Хань после кризиса, связанного с узурпацией трона Ван Маном (тогда же в новой столице основывается первый буддийский храм).
Вместе с развитием экзаменационной системы, по Китаю распространились храмы, посвящённые Конфуцию (en:Temple of Confucius). Наиболее известными среди них являются Храм Конфуция на его родине, в Цюйфу, в Шанхае, Пекине, Тайчжуне.
Многообразие исторических обликов, в которые образ Конфуция был облечён на протяжении китайской истории, вызвало ироничный комментарий Гу Цзегана, предписывающий «принимать по одному Конфуцию за раз».

### Память в новейшее время
В честь него назван Институт Конфуция, сеть международных культурно-образовательных центров, организуемых Министерством образования КНР в разных странах совместно с образовательными учреждениями соответствующих стран.
5 октября 1998 года в честь Конфуция астероиду, открытому 29 сентября 1973 года К. Й. ван Хаутеном и И. ван Хаутен-Груневелд на Паломарских фотопластинках, снятых Т. Герельсом, присвоено наименование 7853 Confucius.
В Соединённых Штатах было обнаружено, что китайские рабочие использовали конфуцианские методы во время забастовки китайских рабочих в 1867 году на Трансконтинентальной железной дороге в Калифорнии.

## Образ в кинематографе
- 2010 — Конфуций / Confucius / Kong Zi (реж. Ху Мэй / Hu Mei) — художественный, в роли Конфуция — Чоу Юнь-Фат / Yun-Fat Chow
- 2015 — Конфуций / Confucius (реж. Хьюго Макгрегор / Hugo Macgregor) — документально-игровой, в роли Конфуция — Минлинь Цяо / Minglin Qiao